# Henry Ohayon
Henry Ohayon (hebräisch הנרי אוחיון; * 17. Juni 1934 in Safi, Marokko; † 27. Oktober 2023) war ein israelischer Radrennfahrer und nationaler Meister im Radsport.

## Sportliche Laufbahn
Henry Ohayon war marokkanischer Abstammung und im Straßenradsport aktiv. 1956 emigrierte er nach Israel. Er war Teilnehmer der Olympischen Sommerspiele 1960 in Rom. Im olympischen Straßenrennen kam er auf den 39. Rang und war damit bester Fahrer aus Israel.
1959 sowie 1961 bis 1965 gewann Ohayon die nationale Meisterschaft im Straßenrennen. Ende der 1950er Jahre emigrierte er nach Israel.